# Neurophyseta upupalis
Neurophyseta upupalis là một loài bướm đêm trong họ Crambidae.